# بيير لوي موبرتوي
بيير لوي مورو دو مُوبَرْتُوِي (بالفرنسية: Pierre Louis Moreau de Maupertuis)‏ (18 سبتمبر 1698 - 27 يوليو 1759) كان رياضياتي فرنسي وفيلسوف. هناك نقاط مثيرة للاهتمام في أعماله بالتاريخ الطبيعي، حيث تناول جوانب من التوريث والصراع من أجل الحياة.

## روابط خارجية
- بيير لوي موبرتوي على موقع الموسوعة البريطانية (الإنجليزية)
- بيير لوي موبرتوي على موقع إن إن دي بي (الإنجليزية)